# Victor Rabinowitz
Victor Rabinowitz, (Nueva York, 2 de julio de 1911 - 16 de noviembre de 2007) fue un abogado estadounidense, defensor de los derechos civiles y de renombradas figuras de izquierda.
Nació en la ciudad de Nueva York, hijo de emigrados lituanos. Hizo sus estudios de Derecho en la Universidad de Míchigan y se graduó en 1934.
Formó un estudio jurídico con Leonard Boudin. Asumió la defensa de conocidas personalidades perseguidas como "antiamericanos", desde el comienzo del macarthismo.
Participó en la fundación en 1937 del Gremio Nacional de Abogados (National Lawyers Guild), agrupación de abogados progresistas cuyos objetivos declarados son eliminar el racismo, salvaguardar los derechos de los trabajadores, mujeres, campesinos y minorías, defender los derechos civiles y utilizar el Derecho como un medio para la protección de la gente en lugar de reprimirla.
En 1950 impugnó, sin éxito, la Thaft-Hartley Act, consistente en leyes federales que restringían la actividad sindical y obligaban a los dirigentes sindicales a jurar "que no eran comunistas".
Entre las personas que defendió se cuentan el actor Paul Robeson, el jurista Alger Hiss, el exmilitar Daniel Ellsberg, acusado de espionaje, el escritor Dashiell Hammett, a miembros de los Panteras Negras y la Iglesia de la Cienciología.
A comienzos de los años 1960 patrocinó los intereses del Estado de Cuba ante la justicia estadounidense, defendiendo las nacionalizaciones emprendidas por el gobierno de Fidel Castro, basando su línea argumental en la imposibilidad que los tribunales norteamericanos se avocaran a revisar actos soberanos de Cuba, obteniendo en definitiva un pronunciamiento favorable por parte de la Corte Suprema. Igualmente representó la defensa del gobierno de Salvador Allende en 1971 cuando el gobierno chileno llevó adelante la nacionalización del cobre.
Durante la Guerra de Vietnam representó a objetores de conciencia y opositores a la guerra, incluyendo a Benjamin Spock, promotor público de la negativa al reclutamiento.

## Clientes notables

### Las personas
- Alger Hiss
- Benjamin Spock
- Daniel Ellsberg
- Dashiell Hammett
- Jimmy Hoffa
- Julian Bond
- Paul Robeson
- Rockwell Kent
- Salvador Allende

### Las organizaciones
- Iglesia de la Cienciología